# 岡田幸子
岡田 幸子（おかだ さちこ、4月5日 - ）は、日本の女性声優。島根県出身。ラクーンドッグ所属。

## 経歴
プロ・フィット声優養成所卒。2022年4月1日付で所属していたプロ・フィットが同年3月末を以てマネジメント事業を終了したことに伴い、ラクーンドッグへ移籍。

## 人物
趣味はパンチングマシーン。特技は丸いおにぎりを作る。

## 出演

### テレビアニメ
2005年
- 韋駄天翔（男の子）

2006年
- あさっての方向。（近所の人）
- N・H・Kにようこそ!（児童）
- シュヴァリエ 〜Le Chevalier D'Eon〜（子供）
- 奏光のストレイン（受付嬢）
- RED GARDEN（おばさん店主）

2007年
- がくえんゆーとぴあ まなびストレート!（平尾先生、生徒）
- さよなら絶望先生（晴美の母）
- ひだまりスケッチ（シンデレラの姉1）

2008年
- シゴフミ（女子生徒）
- スキップ・ビート!（インタビュアー）
- のらみみ（半田少年、タカ雪、マイ母、古山の妻） - 2シリーズ

2009年
- シャングリ・ラ（綾子、義弘の母、子供A、女性キャスター、音声）
- スレイヤーズREVOLUTION（母親、子供A）
- 大正野球娘。（健作）
- WHITE ALBUM2（少年A）

2010年
- おおかみかくし（老婆）
- 夢色パティシエールSP プロフェッショナル（女性客A）

2011年
- ましろ色シンフォニー（体育教師）

2012年
- 夏雪ランデブー（通販番組司会）
- 氷菓（丸田）
- ラストエグザイル-銀翼のファム-（先任少年兵）

2013年
- 凪のあすから（炊き出しおばちゃん）
- ラブライブ!（常連客、国語教師）
- リトルバスターズ! 〜Refrain〜（子供A）

2014年
- 信長協奏曲

2016年
- 学戦都市アスタリスク（招待客C）
- クオリディア・コード（舞姫の親戚）

2017年
- 小林さんちのメイドラゴン（2017年 - 2021年、おばあちゃん、女性レポーター、監視員、女性教師、蜂須賀 他） - 2シリーズ
- 活撃 刀剣乱舞
- 18if（マネージャー）

2018年
- ラーメン大好き小泉さん（店員B)
- 多田くんは恋をしない（用務員、観光客）
- 魔法少女サイト（大家、国語教師、看護師B）

2019年
- グリムノーツ The Animation（おばさん）
- ダンベル何キロ持てる?（地元民、主婦）

2020年
- 恋する小惑星（タケ）
- マギアレコード 魔法少女まどか☆マギカ外伝（さな母）
- 富豪刑事 Balance:UNLIMITED（おばちゃん）
- 魔王城でおやすみ（キラースノーマン）
- 半妖の夜叉姫（2020年 - 2021年、村人、お婆ちゃん、おかみ） - 2シリーズ

2021年
- 不滅のあなたへ（リー祖母）
- Fairy蘭丸〜あなたの心お助けします〜（地井の嫁）
- 小林さんちのメイドラゴンS（店長、お天気お姉さん、蜂須賀、女の子 他）
- 指先から本気の熱情2-恋人は消防士-（女性役員B）

2022年
- 終末のハーレム（女性B）
- RPG不動産（街の人）
- 農民関連のスキルばっか上げてたら何故か強くなった。（ウォン・リーン）

2023年
- ノケモノたちの夜（店のおばちゃん）
- もののがたり（おばさん、田村） - 2シリーズ
- お兄ちゃんはおしまい!（女将）
- 転生貴族の異世界冒険録〜自重を知らない神々の使徒〜（街の人）
- 異世界でチート能力を手にした俺は、現実世界をも無双する〜レベルアップは人生を変えた〜
- 異世界ワンターンキル姉さん 〜姉同伴の異世界生活はじめました〜（村人）
- 王様ランキング 勇気の宝箱（女性）
- 白聖女と黒牧師（女性）
- 葬送のフリーレン（婆さん）
- 呪術廻戦 懐玉・玉折/渋谷事変（人の姿の呪霊）

2024年
- 転生貴族、鑑定スキルで成り上がる（村人B、幼いレング、町民） - 2シリーズ
- ダンジョンの中のひと（トレント）
- 結婚するって、本当ですか（北川景子）
- 合コンに行ったら女がいなかった話

2025年
- 君のことが大大大大大好きな100人の彼女（洲寺コサウ子）
- 全修。（町民たち）
- ロックは淑女の嗜みでして（山本〈ユーフォニアム〉、山本〈妹〉）
- ざつ旅-That's Journey-（女性店員、バスの乗客）

### 劇場アニメ
- Paper Cranes Story ケンタとマイコ（2013年、ケンタ[16]）
- 映画 中二病でも恋がしたい! -Take On Me-（2018年、従業員）

### OVA
- ICE-アイス-（2007年、メイド）
- スーパーストリートファイターIV（2010年、ドールズ02）※Xbox 360版限定特典アニメ
- 小林さんちのメイドラゴン（2017年、TVナレーション） - TV未放送エピソード第14話
- 小林さんちのメイドラゴンS（2022年、蜂須賀） - 番外編

### ゲーム
- BLOOD+ 双翼のバトル輪舞曲（2006年、女生徒）
- もえスタ 〜萌える東大英語塾〜（2008年、B子）
- 三国志パズル大戦（2013年、曹操〈幼少〉、鄒氏、甄姫、呉夫人、何皇后 他）
- ボーダーランズ プリシークエル（2014年、ニーシャ）
- P.E.T.S.アカデミア（2018年）[17]
- ソウルワーカー（2021年、アヤメ[18]）
- 鬼滅の刃 ヒノカミ血風譚（2021年）
- ファイアーエムブレム エンゲージ（2023年、ザフィーア）
- ストリートファイター6（2023年、市民）
- ユニコーンオーバーロード（2024年、傭兵（タイプD）/ NPC）
- リルヤとナツカの純白な嘘（2024年）[19]
- ホーリーアンデッド 〜非モテでぼっちの死霊術士が、聖女に転生してお友達を増やします〜（2024年、コダータ妃ジュザンナ[20]）
- プロジェクトセカイ カラフルステージ! feat. 初音ミク（2025年）

### ドラマCD
- I♡歌舞伎町（片桐でいり[21]）
- 異界繁盛記ひよこや商店（黒太、アイリン）
- いつか天魔の黒ウサギ2 〜<<月>>が昇る昼休み〜（酒井母）
- 狼への嫁入り〜異種婚姻譚〜（村長の妻[22]）
- 窮鼠はチーズの夢を見る（西村美咲）
- くすり指は沈黙する 〜その指だけが知っている3〜（ゆいな）
- 恋の雫（女店員）
- 少年陰陽師 天狐編 第一巻 〜真紅の空を翔けあがれ〜（昭吉の母）
- 親愛なるジーンへ 1・2（Ms.ホワイト[23]）
- スモーキーネクター（アンナの祖母[24]）
  - スモーキーネクター Renew（アンナの祖母[25]）
- 鉄道むすめ（お婆さん、みゆきの母）
- ドメスティックビースト（喜名[26]）
- Free! 岩鳶高校水泳部 活動日誌1（子供たち）
- ポーの一族（ユーリエ）
- マスケティア・ルージュ 第二巻 〜白の王妃〜（少年銃士）
- ラムスプリンガの情景（子供時代のオズ[27]）
- 烈風の騎士姫（召使いの少年[28]）

### 吹き替え
- レゴ モンキーキッド（2021年、メイのママ）

### テレビ番組
- ダイレクトテレショップ 〜テーブルメイト〜（使用者）
- TVの主役 〜石川ひとみ編〜（主婦）

### その他コンテンツ
- パチスロ 監獄 JACK（ジャック）
- UFOキャッチャーストリートパイプスピン（ナレーション）

### シリーズ一覧
1. ↑  第1期（2008年）、第2期（2008年）
2. ↑  第1期（2017年）、第2期『S』（2021年）
3. ↑  壱の章（2020年）、弐の章（2021年）
4. ↑  第一章（2023年）、第二章（2023年）
5. ↑  第1期（2024年）、第2期（2024年）